# 大渓郡
大渓郡（たいけいぐん）は、日本統治時代の台湾に存在した行政区画の一つであり、新竹州に属した。

## 概要

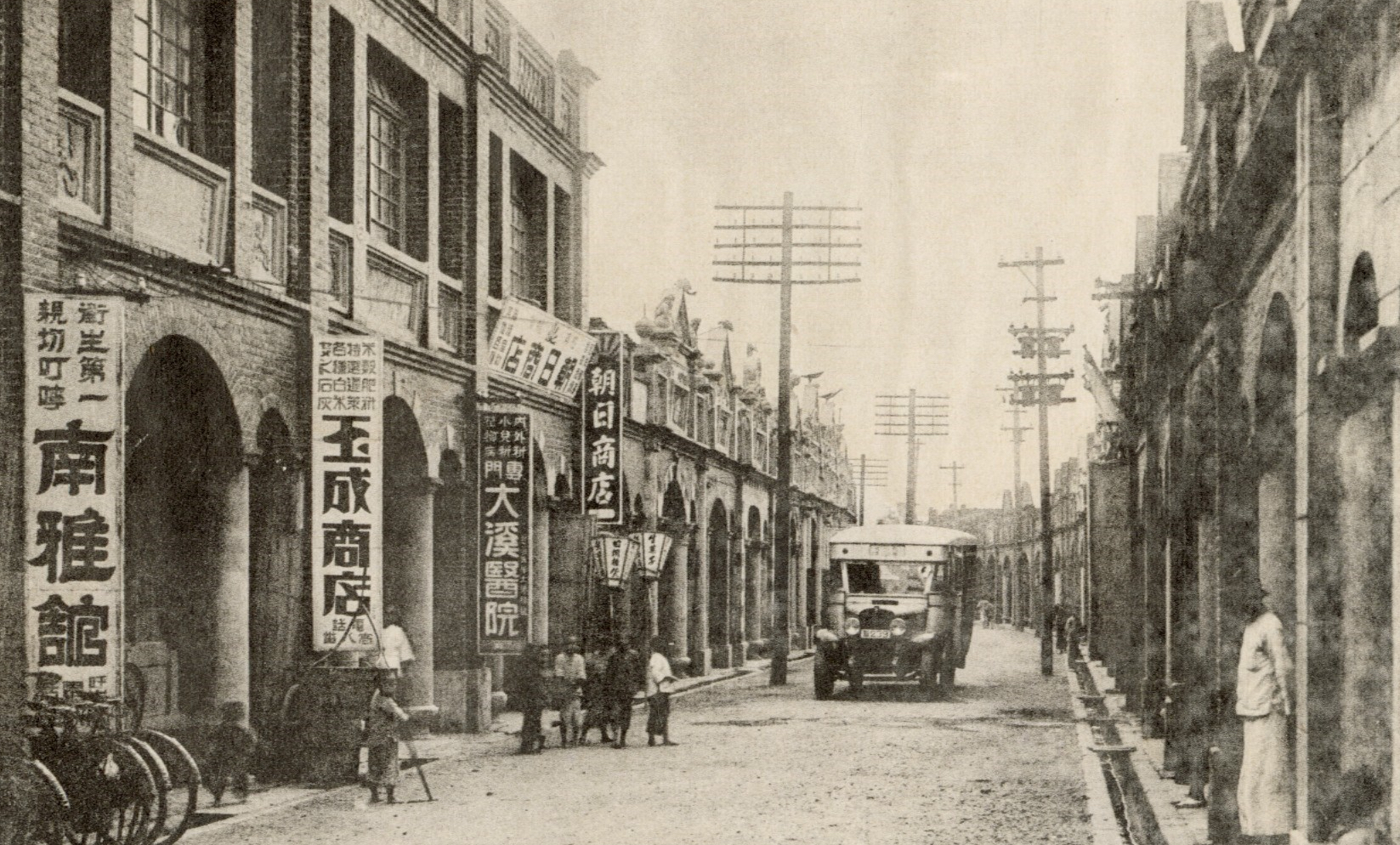
大渓街（1935年）

大渓街、龍潭庄、蕃地を管轄し、郡役所は大渓街に置かれた。郡域は現在の桃園市大渓区、龍潭区、復興区に当たる。

## 歴代首長

### 郡守
- 岩本多助[1]
- 小島仁三郎[2]
- 坂岡茂七郎[3]
- 山本正一[4]
- 宮野為長[5]
- 秋葉源之助[6]
- 鹿田憲士[7]
- 松田光治[8]
- 曽我与三郎[9]
- 北嶌茂男[10]
- 寺本勤[11]
- 新田定雄[12]